# 1977 en musique
| \| • Retour à la chronologie générale de la musique populaire • \| |
| XXIe siècle • XXe siècle • XIXe siècle • XVIIIe siècle XVIIe siècle • XVIe siècle • XVe siècle • XIVe siècle XIIIe siècle • XIIe siècle • XIe siècle • Xe siècle IXe siècle • VIIIe siècle • Haut Moyen Âge • Rome • Grèce |
| • Retour à la chronologie générale de la musique populaire • |

| • Retour à la chronologie générale de la musique populaire • |

| Années de la musique populaire : 1974 - 1975 - 1976 - 1977 - 1978 - 1979 - 1980    |
| Décennies de la musique populaire : 1940 - 1950 - 1960 - 1970 - 1980 - 1990 - 2000 |

Cet article présente les faits marquants de l'année 1977 en musique.

## Faits marquants

### En France
- 55 millions de singles[1] et 83 millions d'albums[2] sont vendus en France en 1977.
- Premiers succès de Laurent Voulzy (Rockollection) et Téléphone (Hygiaphone).
- Première édition du Printemps de Bourges.

### Dans le monde
- Premiers succès de Jean-Michel Jarre (Oxygène Part IV), Peter Gabriel (Solsbury Hill), Blondie (In the flesh) et Umberto Tozzi (Ti amo).
- Explosion du mouvement punk au Royaume-Uni. Sortie des albums Never Mind The Bollocks des Sex Pistols et The Clash du groupe éponyme, qui seront les deux grands représentants de cette vague.
- Le disco est à son apogée avec La Fièvre du samedi soir.
- 20 octobre : L'avion qui transportait le groupe Lynyrd Skynyrd lors de son Survivors Tour s'écrase près de Gillsburg, tuant le chanteur Ronnie Van Zant, le guitariste Steve Gaines et sa sœur choriste Cassie.
- Décès d’Elvis Presley et de Bing Crosby.

## Disques sortis en 1977
- Albums sortis en 1977
- Singles sortis en 1977

## Succès de l'année en France (singles)

### Chansons classées Numéro 1
Cette liste présente, par ordre chronologique, tous les titres s'étant classés à la première place des ventes durant l'année 1977.
- Boney M : Daddy Cool
- ABBA : Money, Money, Money
- Gérard Lenorman : Voici les clés
- La Bande à Basile : Les chansons françaises
- Demis Roussos : Mourir auprès de mon amour
- Marie Myriam : L'Oiseau et l'Enfant
- Michel Sardou : Dix ans plus tôt
- Laurent Voulzy : Rockollection
- Boney M : Ma Baker
- Santa Esmeralda : Don't Let Me Be Misunderstood
- Michel Sardou : La Java de Broadway
- Adriano Celentano : Don't Play That Song

### Chansons francophones
Cette liste présente, par ordre alphabétique, tous les titres francophones s'étant classés parmi les 10 premières places des ventes hebdomadaires durant l'année 1977.
- Carlos : Big Bisou
- Chantal Goya : Un lapin
- Chantal Goya : Allons chanter avec Mickey
- Claude François et Martine Clémenceau : Quelquefois
- Claude François : C’est comme ça que l’on s’est aimé
- Dalida : Femme est la nuit
- Dalida : Salma ya salama
- Dave : Est-ce par hasard ?
- Demis Roussos : Mourir auprès de mon amour
- Demis Roussos : Ainsi soit-il
- France Gall : Musique
- François Valéry : Qu’est-ce qu’on a dansé sur cette chanson
- Frédéric François : San Francisco
- Frédéric François : De Venise à Capri
- Gérard Lenorman : Voici les clés
- Jeane Manson : La chapelle de Harlem
- Joe Dassin : À toi
- Johnny Hallyday : Le Cœur en deux
- Johnny Hallyday : C’est la vie
- Julio Iglesias : Ce n’est rien qu’un au revoir
- La Bande à Basile : Les chansons françaises
- La Bande à Basile : Chantez Français, dansez Français
- Laurent Voulzy : Rockollection
- Marie Laforêt : Il a neigé sur Yesterday
- Marie Myriam : L'Oiseau et l'Enfant
- Martin Circus : Drague party
- Michaël Raitner : On doit savoir partir
- Michel Delpech : Le Loir-et-Cher
- Michel Delpech : Fais un bébé
- Michel Polnareff : Lettre à France
- Michel Sardou : Le temps des colonies
- Michel Sardou : Dix ans plus tôt
- Michel Sardou : La Java de Broadway
- Michèle Torr : J’aime
- Mireille Mathieu : Mille colombes
- Nicolas Peyrac : Je pars
- Patrick Juvet : Où sont les femmes ?
- Patrick Topaloff : Ali be good
- Rémy Bricka : La vie en couleur
- Ringo : Goodbye Elvis
- Romina Power & Al Bano : Des nuits entières
- Romina Power & Al Bano : Enlacés sur le sable
- Sacha Distel : Le père de Sylvia
- Sheila : L’amour qui brûle en moi
- Sheila : L’arche de Noé
- Sylvie Vartan : Ta sorcière bien-aimée
- Sylvie Vartan : Petit Rainbow
- Tino Rossi & Laurent Rossi : Chantons la même chanson

### Chansons non francophones
Cette liste présente, par ordre alphabétique, tous les titres non francophones s'étant classés parmi les 10 premières places des ventes hebdomadaires durant l'année 1977.
- ABBA : Money, Money, Money
- ABBA : Knowing Me, Knowing You
- Adriano Celentano : I Want to Know
- Adriano Celentano : Don't Play That Song
- Baccara : Yes Sir, I Can Boogie
- Belle Époque : Miss Broadway
- Boney M : Daddy Cool
- Boney M : Sunny
- Boney M : Ma Baker
- Boney M : Belfast
- Café Crème : Unlimited citations
- Chicago : If You Leave Me Now
- Elvis Presley : Way Down
- Jean-Michel Jarre : Oxygène IV
- Jennifer : Do it for me
- Jesse Green : Flip
- Pratt & McLain : Happy Days
- Santa Esmeralda : Don't Let Me Be Misunderstood
- Sheila & B. Devotion : Love Me Baby
- Sheila & B. Devotion : Singin' in the Rain
- Space Art : Onyx
- Space : Magic Fly
- The Manhattan Transfer : Chanson d’amour
- The Rubettes : Ooh la la
- The Rubettes : Chérie amour
- Umberto Tozzi : Ti amo

## Succès de l'année en France (albums)
Cette liste présente, par ordre alphabétique, les albums sortis en 1977 ayant obtenu une certification Platine ou Diamant en France.

### Disques de diamant (plus d'un million de ventes)
- Yves Duteil : Tarentelle

### Doubles disques de platine (plus de 600.000 ventes)
- Francis Lai : Bilitis

### Disques de platine (plus de 300.000 ventes)
- Bob Marley : Exodus
- Chantal Goya : Voulez-vous danser grand-mère ?
- Demis Roussos : Ainsi soit-il
- Fleetwood Mac : Rumours
- France Gall : Dancing Disco
- Francis Cabrel : Les Murs de poussière
- Jacques Brel : Les Marquises
- Johnny Hallyday : C’est la vie
- Pink Floyd : Animals
- Santa Esmeralda : Don't Let Me Be Misunderstood
- Santana : Moonflower
- Serge Lama : L'Enfant au piano
- Supertramp : Even in the Quietest Moments...

## Succès internationaux de l’année
Cette liste présente, par ordre alphabétique, les trente titres et albums ayant eu le plus de succès dans les charts internationaux en 1977,.

### Singles
- ABBA : Knowing me, knowing you
- ABBA : The Name of the Game
- Andy Gibb : I just wanna be your everything
- Baccara : Yes Sir, I can boogie
- Barbra Streisand : Evergreen
- Boney M : Ma Baker
- Boney M : Sunny
- Carly Simon : Nobody does it Better
- David Soul : Don't give up on us
- Debby Boone : You light up my life
- Donna Summer : I Feel Love
- Eagles : Hotel California
- Elvis Presley : Way down
- Fleetwood Mac : Dreams
- Fleetwood Mac : Go your own way
- Heatwave : Boogie nights
- John Williams : Star Wars Theme - Cantina Band
- Julie Covington : Don't cry for me Argentina
- Leo Sayer : When I need you
- Leo Sayer : You make me feel like dancing
- Queen : We Are the Champions
- Rod Stewart : You're in my heart (The final acclaim)
- Rose Royce : Car wash
- Santa Esmeralda : Don't let me be misunderstood
- Smokie : Living Next Door to Alice
- Space : Magic Fly
- Stevie Wonder : Sir Duke
- The Emotions : Best of my love
- Thelma Houston : Don't leave me this way
- Wings : Mull of Kintyre

### Albums
- Al Stewart : Year of the Cat
- Barbra Streisand & Kris Kristofferson : A Star is born
- Billy Joel : The Stranger
- Bob Marley : Exodus
- Boney M : Love for Sale
- David Bowie : Low
- Earth, Wind & Fire : All'n all
- Electric Light Orchestra : Out of the blue
- Elvis Costello : My aim is true
- Elvis Presley : Moody Blue
- Eric Clapton : Slowhand
- Fleetwood Mac : Rumours
- Jethro Tull : Songs from the Wood
- John Williams : Star Wars
- Linda Ronstadt : Simple dreams
- Meat Loaf : Bat Out of Hell
- Peter Frampton : I'm in you
- Pink Floyd : Animals
- Queen : A day at the races
- Queen : News of the world
- Rod Stewart : Foot Loose & Fancy Free
- Santana : Moonflower
- Steely Dan : Aja
- Steve Miller Band : Book of Dreams
- Supertramp : Even in the Quietest Moments...
- Television : Marquee Moon
- The Beatles : The Beatles at the Hollywood Bowl
- The Clash : The Clash
- The Sex Pistols : Never mind the bollocks, here's The Sex Pistols
- Wings : Wings over America

## Récompenses
- États-Unis : 20e cérémonie des Grammy Awards
- États-Unis : American Music Awards 1977 (en)
- Europe : Concours Eurovision de la chanson 1977

## Formations de groupes
- Groupe de musique formé en 1977

## Naissances
- 20 janvier : Melody, chanteuse belge
- 2 février : Shakira, chanteuse colombienne
- 17 février : Usthiax, auteur compositeur interprète français
- 26 février : Koxie, chanteuse de variété française
- 2 mars : Chris Martin, chanteur britannique du groupe Coldplay
- 9 avril : Gerard Way, chanteur du groupe rock américain My Chemical Romance
- 16 mai : Emilíana Torrini, chanteuse islandaise
- 8 juin : Kanye West, rappeur américain
- 23 juin : Jason Mraz, chanteur américain
- 1er juillet : Tom Frager, chanteur français
- 7 juillet : Thomas de Pourquery, musicien, auteur-compositeur, acteur et chanteur français
- 1er août : Damien Saez, musicien, auteur-compositeur, interprète et chanteur français
- 13 septembre : Fiona Apple, chanteuse américaine
- 18 octobre : Fayo, chanteur et auteur canadien († 30 septembre 2024).
- 30 novembre : Steve Aoki, DJ américain
- 7 décembre : Dominic Howard, batteur du groupe rock britannique Muse
- 15 décembre : Rohff, rappeur français
- Date inconnue : Torun Eriksen, auteur-compositrice-interprète norvégienne

## Décès
- 2 janvier : Erroll Garner, pianiste de jazz américain
- 26 février : Bukka White, guitariste et chanteur de blues américain
- 11 avril : Jacques Prévert, poète et parolier français
- 16 août : Elvis Presley, chanteur américain
- 16 septembre : Marc Bolan, auteur-compositeur-interprète, leader du groupe T. Rex
- 14 octobre : Bing Crosby, chanteur et acteur américain
- 20 octobre, accident de l'avion de Lynyrd Skynyrd dans lequel meurent : 
  - Ronnie Van Zant, chanteur et leader du groupe Lynyrd Skynyrd
  - Steve Gaines, guitariste du groupe
  - Cassie Gaines, choriste du groupe